# Nicholas F. Brady

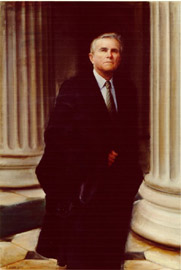
Porträtt av Nicholas F. Brady

Nicholas Frederick Brady, född 11 april 1930 i New York, är en amerikansk republikansk politiker och affärsman. Han tjänstgjorde som USA:s finansminister 1988-1993.
Han avlade 1952 sin grundexamen vid Yale University och 1954 MBA vid Harvard Business School. Han hade en lång karriär inom banksektorn. Han började på Dillon, Read and Company, Inc., var han till sist blev styrelseordförande.
Han blev utnämnd till USA:s senat 1982 när senator Harrison A. Williams från New Jersey avgick mitt i mandatperioden. Brady kandiderade inte till omval. Han var i senaten från 20 april till 27 december 1982.
Som finansminister stod han bakom Bradyplanen i mars 1989. När många u-länder inte kunde betala sina skulder, kom Brady med en plan att sälja dem värdepapper i USA-dollar.
Brady är medlem av tankesmedjan Council on Foreign Relations.